# Masoterapia
La masoterapia se puede definir como el uso de distintas técnicas de masaje con fines terapéuticos, esto es, para el tratamiento de enfermedades y lesiones: en este caso, es una técnica integrada dentro de la fisioterapia.
En la actualidad se coincide en definir al masaje como "una combinación de movimientos técnicos manuales o maniobras realizadas armoniosa y metódicamente, con fines higiénico-preventivos o terapéuticos, que al ser aplicado con las manos permite valorar el estado de los tejidos tratados"; se emplea en medicina, kinesiología, estética, deporte, etc.
Históricamente la acción de llevarse la mano y frotar o presionar con firmeza la zona dolorida es una reacción intuitiva que surge para aliviar el dolor y las tensiones. Esta acción se remonta a los tiempos más antiguos y hay que suponer que si en algún momento el hombre prehistórico tenía algún tipo de dolor o molestia (y es de lógica pensar que así fue), utilizaría un remedio parecido al que emplearíamos nosotros. Por ello se puede asegurar que el masaje forma parte de la cultura médica ancestral de todos los pueblos y que está presente en todas las tradiciones.
La masoterapia engloba diversas modalidades de masaje como: el masaje terapéutico, el masaje transverso profundo, el drenaje linfático manual terapéutico, la liberación miofascial, el masaje deportivo, el criomasaje, el masaje del tejido conjuntivo, el masaje del periostio, técnicas neuromusculares o el masaje de Dicke entre otros.
Entre las lesiones o enfermedades que se pueden tratar con técnicas de masoterapia encontramos: contractura muscular, tendinopatía, radiculopatía, linfedema, esguince, rotura de fibras, fractura, espasmo, alteraciones psicosomáticas, atrapamientos miofasciales, algodistrofia simpático refleja, lesiones deportivas, etc.
La masoterapia siempre debe aplicarse bajo prescripción médica.

## Beneficios y objetivos
El masaje es tanto un arte como una ciencia, en cuanto a arte posee una parte técnica viva, y por ello en constante cambio y adaptación. Sus beneficios han llegado hasta nuestros días evolucionando desde las técnicas más simples para proporcionar relajación y favorecer el sueño, hasta el desarrollo específico de algunas más complejas para aliviar o eliminar dolencias concretas del cuerpo o el organismo.
Técnicamente, es un método de valoración (mediante la palpación) y de tratamiento manual, aplicado sobre la cubierta corporal y trasmitido por la presión mecánica de las manos a los diferentes órganos del cuerpo humano. Según la indicación y los objetivos de tratamiento propuestos, se pueden lograr efectos que generan acciones directas o reflejas sobre el organismo. A continuación se detallan los efectos principales:
- Mecánicos: En referencia a como las fuerzas mecánicas relacionadas con cada maniobra afectan a los tejidos.
- Fisiológicos-higiénicos: Cuando se efectúa el masaje en una persona sana para proporcionar mayor vigor al organismo o para aliviar el cansancio, se asocia a la práctica de ejercicio gimnasias suaves o baños termales.
- Preventivos: Estos se cumplen cuando se localiza por palpación una zona tensa o con posible lesión, cuando se delimita, y al comunicárselo al sujeto que recibe el masaje y al tratar. Así se cumplen dos de las funciones del terapeuta: Educar, y promover la salud aconsejando que el masaje esté unido a la práctica de ejercicio moderado, para mejorar el bienestar general, y conseguir además que el tratamiento perdure.
- Terapéuticos: Cuando se utiliza el masaje para mejorar la función circulatoria, recuperar la movilidad restringida entre los tejidos dañados, aliviar o reducir el dolor, o para optimizar la conciencia sensorial. Por otro lado, en el momento en que el masaje proporciona relajación y bienestar, ayudando en la recuperación y el mantenimiento de la salud se convierte, aún sin pretenderlo, en un acto terapéutico. El masaje terapéutico debe ser realizado solamente por fisioterapeutas.
- Estéticos-higiénicos: Cuando tiene por finalidad mejorar el aspecto externo de la persona, eliminando los depósitos de grasa, devolviendo al músculo su tono y relajando el cansancio. Igualmente tiene resultados higiénicos puesto que eliminar el cansancio en una persona sana produce un resultado estético.
- Deportivos: Cuando se efectúa para preparar a un deportista con finalidad competitiva antes, durante y después de la práctica del mismo.
- Psicológicos-anímicos, o para la relajación: El contacto de la mano experimentada proporciona seguridad y confort, a la vez que regula y alivia la tensión psicofísica.

## Modalidades de masajes
- Masaje circulatorio: está destinado a activar el flujo sanguíneo, favoreciendo la eliminación de toxinas.
- Masaje deportivo: se lleva a cabo casi exclusivamente sobre los grupos musculares comprometidos en cada deporte o disciplina deportiva, para optimizar su tono, flexibilidad y rendimiento.
- Masaje estético: combina técnicas circulatorias, modeladoras y sedativas, a fin de tratar alteraciones o defectos estéticos de los cuerpos, generalmente localizados.
- Masaje de relajación o sedativo: tiende a armonizar el sistema nervioso, induciendo, tal como su nombre lo indica, determinado grado de relajación muscular y ayudando al individuo a recuperar o mantener el equilibrio psicofísico.
- Masaje descontracturante: son las manipulaciones realizadas sobre uno o varios grupos musculares contracturados. Para algunas escuelas no constituiría un tipo de masaje específico, sino una serie de manipulaciones aplicadas durante un masaje de relajación o estético.

## Técnica
El masaje se aplica mediante la manipulación manual de los tejidos blandos: piel, muscular y conjuntivo o tejido conectivo para ampliar la función de estos y promover la circulación, la relajación y el bienestar. Sirve, además, para aliviar o hacer desaparecer las contracturas y la tensión muscular, optimiza la función y permite un buen deslizamiento de los tejidos. Además es una herramienta muy útil para favorecer los procesos metabólicos.
Las maniobras de masaje tienen como finalidad, también, la recuperación y rehabilitación física de los procesos patológicos, o de las lesiones. En referencia a esto último cabe destacar que: en el momento en que el masaje proporciona relajación y bienestar y, por tanto, nos ayuda recuperar y mantener la salud, se convierte, aun sin pretenderlo, en un acto terapéutico.
Dentro de la masoterapia, en su modalidad clínica, se utiliza un grupo de maniobras básicas para generar distintos efectos en los tejidos. Entre las maniobras se encuentran: roce, amasamiento, pinza rodada, fricción, presión, vibración (manual).
El uso profesional del masaje en el ámbito sanitario requiere una profunda comprensión de la anatomía y la fisiología humana, asimismo precisa del conocimiento de sus indicaciones y especialmente de las contraindicaciones, siendo este el tema de base durante la formación del futuro masoterapeuta y del fisioterapeuta. Además se le instruye en el arte y la técnica del masaje. Se forma en cuestiones relacionadas con la conducta ética. Y en la capacidad de saber mediante la recogida de datos a través de la historia clínica y la exploración, cuando debe aplicarlo y cuando no. Se le capacita para que conociendo el terreno que debe tratar, evite causar daño. Actualmente el tratamiento por masaje es sinónimo de bienestar y salud.
Cuando el terapeuta trata a personas que padecen una lesión o enfermedad se debe contactar con el médico del paciente para seguir su indicación. Actualmente, los profesionales que realizan masaje en sus diferentes modalidades son los masoterapeutas, fisioterapeutas, médicos, masajistas, quiromasajistas. Cuando el masaje, en sus distintas modalidades, tiene una finalidad estrictamente terapéutica (masoterapia), esto es, cuando es para tratar a un sujeto con lesión o enfermedad, está considerado por muchas jurisdicciones (como es el caso de la española) como un acto sanitario y, por tanto, debe ser realizado bajo prescripción médica por el personal acreditado, es decir, el fisioterapeuta. Esto se debe a que cualquier manipulación corporal que entrañe un riesgo debe ser supervisado por el médico.